# Magnus Maximus

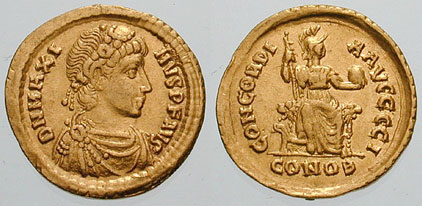
Solidus Magna Maxima

Flavius Magnus Maximus (kolem 335 – 28. srpna 388) byl uzurpátor na západě římské říše.
V roce 383 vedl v Británii vzpouru proti císaři Gratianovi, jehož zbavil moci. Východní císař Theodosius I. posléze uznal jeho vládu nad Galií, Británií a Hispánií. Gratianův nedospělý bratr Valentinianus II. si směl podržet Itálii, Afriku a Illyricum. V roce 387 Maximus vtrhl do Itálie, odkud vypudil Valentiniana II. Následně podlehl Theodosiovi na západním Balkáně a roku 388 byl popraven.

## Život
Maximus se narodil v hispánské provincii Gallaecii a sloužil jako voják pod Theodosiem starším, k němuž ho zřejmě poutal příbuzenský vztah. Theodosia patrně doprovázel do Británie, ohrožované ve druhé polovině šedesátých let 4. století vpády barbarů. Pravděpodobně se účastnil rovněž Theodosiova tažení proti alamanskému náčelníkovi Macrianovi v Raetii. V roce 373 se v severní Africe podílel na potlačení Firmova povstání. O tři roky později zastával na dolním Dunaji vojenskou hodnost dux Moesiae secundae. Okolo roku 380 povýšil na velitele polního vojska v Británii (comes Britanniae) a v dalším roce odrazil útok Piktů a Skotů.
V roce 383 ho jeho muži prohlásili za císaře, načež se přeplavil do Galie, aby se utkal s legitimním císařem Gratianem. Důvody jeho vzpoury nejsou zcela jasné, obecně se ale soudí, že armáda cítila nespokojenost s Gratianovým počínáním a s jeho preferováním alanských vojáků. Poté, co Maximus vstoupil do Galie, přidaly se k němu místní vojenské sbory a podporu nalezl také u části lokální aristokracie. Jelikož vzpoura rychle nabývala na velikosti, Gratianus vyrazil v polovině června ze severní Itálie a již o měsíc později se střetl s uzurpátorem nedaleko Parisií (dnešní Paříž). Mezi oběma vojsky docházelo pět dnů k potyčkám, než Gratiana zradila jeho maurská jízda a vzápětí i zbytek armády. Gratianus se vydal na útěk směrem k Alpám, nicméně Maximus za ním vyslal svého generála jezdectva (magister equitum) Andragathia, jenž poraženého císaře v Lugdunu (Lyon) dostihl a zrádně zavraždil.
Vítězstvím nad Gratianem se Maximus zmocnil všech provincií severně od Alp. Uzurpátor zjevně doufal, že ho Theodosius I., syn Theodosia staršího, vládnoucí od roku 379 na východě, akceptuje za svého kolegu. Gratianova mladšího bratra Valentiniana II., tehdy dvanáctiletého, dokonce vyzval k přesídlení z Mediolána (Milán) do Trever (Trevír). Milánský biskup Ambrož, vyslaný jako posel k Maximovi, však obratným vyjednáváním získal dost času k odmítnutí tohoto požadavku, neboť vojenské oddíly mezitím zablokovaly alpské průsmyky, a zabránily tak Maximovi ve vpádu do Itálie. Vyjednávání s Theodosiem probíhalo do roku 384, kdy se východní císař smířil se stavem věcí na západě a fakticky uznal Maxima, ačkoli zvažoval i tažení proti němu. Někdy v téže době Maximus ustavil svého syna Victora svým spolucísařem v hodnosti augustus.
Maximus si za svoji rezidenci zvolil Trevery, odkud řídil vlastní doménu zahrnující vedle Galie a Británie i Hispánii. Přestože v Itálii a na východě v něm spatřovali uzurpátora, v Galii se těšil značné popularitě, o čemž svědčí i příznivé hodnocení pozdějších autorů, jako byl Orosius nebo Sidonius Apollinaris. Maximus nechal razit mince, vydal četné edikty a reorganizoval administrativní uspořádání Galie, když vytvořil provincie Lugdunensis III a Lugdunensis Senonii a podle sebe pojmenoval provincii Maximu Sequanorum. Nedlouho po uchopení moci přijal křest, přičemž vyznával křesťanství v jeho nicejské podobě. Zastával přísně ortodoxní náboženskou politiku a tvrdě zakročil proti priscillianům, asketickému a gnosticismem ovlivněnému hnutí v Hispánii. Popravou biskupa Priscilliana a jeho šesti společníků si proti sobě popudil Ambrože a římského biskupa Siricia, kteří odmítali přenechat rozhodování o duchovních záležitostech světskému soudu. Maximus dal každopádně ostentativně najevo svoji ortodoxii kontrastující s tolerancí ariánství na dvoře Valentiniana II. v Mediolanu.
Maximův pretoriánský prefekt Flavius Euodius byl sice na východě uznán za konzula na rok 386, ovšem vzájemné vztahy mezi Maximem a jeho spoluvládci se vyznačovaly přetrvávající podezřívavostí a prohlubujícím se napětím. Na podzim 387 Maximus překročil Alpy a podnikl úspěšnou invazi do Itálie, aniž by přitom narazil na vážnější odpor. Valentinianus společně s matkou Justinou a dvorem uprchl do Soluně k Theodosiovi. Maximovy absence na Rýně využili roku 388 k útoku na římské území Frankové, jež odrazil magister militum Nanninus, jemuž Maximus svěřil svého syna Victora. Theodosius zatím dorazil do Soluně, kde shromáždil vojsko včetně velkého počtu barbarů a s těmito silami zamířil do Panonie. Maximus si zřídil hlavní stan ve městě Aquileia a vyslal předsunuté oddíly do Siscie, nalézající se při řece Sávě. Theodosiova armáda tento vodní tok bez obtíží zdolala a porazila dosud ne zcela připravené Maximovy vojáky. Hlavní část Maximova vojska, vedená mimo jiné uzurpátorovým bratrem Marcellinem, pak přitáhla z Norika a střetla se s nepřáteli u Poetovia v bitvě u Sávy, v niž Theodosius uzurpátora Magnuse maxima porazil. Zbývající Maximovi muži se vzdali, či utekli na jih.
Magnus Maximus ve zmatku ustoupil zpět do Aquileie s úmyslem vytrvat do příchodu posil ze severní Itálie. Jakmile se však u města objevili první Theodosiovi vojáci, Maximus byl vydán do jejich rukou. Následně ho odvedli do Theodosiova tábora a tam mu 28. srpna 388 setnuli hlavu. V Treverách koncem téhož roku byl Valentinianovým generálem Arbogastem popraven i Maximův syn Viktor.

## Británie a velšská legenda
Po Maximově smrti žádný další panovník nepůsobil aktivně v severní Galii a Británii, proto je někdy vnímán jako poslední římský císař spravující tyto oblasti. S Maximovou uzurpací a odvedením velké části britské posádky do Galie je spojována absence dokladů římské vojenské přítomnosti ve Walesu a západních Penninách v závěru 4. století. Archeologické nálezy učiněné při Hadriánově valu přesto dokazují jeho další využívání Římany. Z těchto indicií se usuzuje, že obrana oblastí západně od řeky Severn byla předána místním vůdcům. Tomu nasvědčuje i skutečnost, že Maximus, zmiňovaný jako Macsen Wledig, je uváděn u počátků některých středověkých velšských dynastií.
Postava Maxima vystupuje ve velšské legendě Breuddwyd Macsen („Maximův sen“), v níž se římskému císaři jménem Macsen Wledig zdá sen o spanilé dívce Elen. Když ji jeho lidé naleznou, ožení se s ní a jejímu otci Eudafu Henovi přenechá ostrov Británii. Za Macsenovy nepřítomnosti se chopí moci nový císař. Macsen se s pomocí mužů z Británie vedených jeho švagrem Conanem Meriadokem vypraví do Galie a Itálie a znovu získá Řím. Své spojence poté odmění částí Galie, jež se stane známá jako Bretaň.